# 高良一
高良 一（たから はじめ、1907年(明治40年)8月14日 - 1994年(平成6年)）は、日本の実業家、政治家。米国統治時代の沖縄における那覇市議会議員。機を見るに敏な行動力、スケールの大きな発想力、加えて人を喰ったユニークな言動から「高良ピン」「高良ラッパ」の愛称で親しまれ、戦後沖縄における名物男的な存在だった。

## 経歴
沖縄県首里区寒川町に、警察官・高良恵光の子として生まれる。長じて上京し、「早稲田法制学校」を中退後、大阪で会社員を経て沖縄県人会書記となり、阪神沖縄航路の改善運動に尽力する。その後沖縄に帰り、本部町渡久地港を拠点に海運業を営む。
沖縄戦後は『うるま新報』（現・琉球新報）に参加し、那覇支局長を務める。1947年、「人々の心を慰めるため映画・演劇を上演したい」と米軍に直談判の上、那覇市牧志の軍物資集積所用地を譲り受けることに成功。翌1948年、同地に戦後沖縄初の映画館「アーニー・パイル国際劇場」を開館。連日大入り満員の大成功を収める。高良は那覇・首里・真和志・小禄の中間地点に位置する牧志地区が、将来中心地になるとの見通しを立てていた。彼の予想通り、国際劇場にちなんで名付けられた国際通りは「奇跡の1マイル」と称されるほど繁栄するに至る。同じく1948年には那覇市議会議員に当選。
映画興行の傍ら、『うるま新報』の仕事も続けていたが、島清に代わって瀬長亀次郎が社長に就任し、米軍批判を強めると同紙への風当たりは強くなり、高良もその余波を受け、1949年には国際劇場の発電機が不当所持と言いがかりを付けられ逮捕されたこともある。一方で、同じく1949年には現在の沖縄海邦銀行の前身の一つである「那覇無尽株式会社」を設立、実業家としての地歩を固めていく。1950年には国際劇場に隣接して「平和館」開館。1951年には那覇市多額納税者第1位となる。
1952年、那覇市天久に沖縄初の近代的ホテル「琉球ホテル」を開設。米軍将校・軍属とその家族用の宿泊施設として利用され、また長らく「沖縄の迎賓館」的な役割を果たした高級ホテルであった（1961年東急の系列下に入る。2000年閉館）。なお、琉球ホテルは高良の独力による事業ではなく、米軍が資金の8割を提供している。
政治活動においては、1957年市議会議長に就任し、1969年の政界引退まで12年間続けた。引退直前の1969年のある日、当時那覇市議の仲本安一（後に沖縄社会大衆党委員長）を議長室に招き入れ、高良が十数年間、数万ドルの私費を投じて作成したという段ボール箱3箱分のモノレール計画書を示し、那覇市で引き取るよう依頼する。それを受けて仲本は義父でもある当時の平良良松那覇市長に再三進言し、翌1970年那覇市として正式に準備に着手することになった。これが後の沖縄都市モノレール線建設に繋がっていく。
高良は1955年より、中城村・北中城村の中城城址を管理する「中城公園組合」の運営を、当時の比嘉秀平行政主席らの懇請により引き受けていた。その経緯もあり、沖縄返還後の1970年代に沖縄海洋博の観光客を当て込んで中城高原ホテルの建設に着手するも、諸般の事情により工事が中断、そのまま放置された。現在では有名な廃墟スポットとなっている。